# 徐一天

## 概要
1947年陝西省生まれ。海軍工学院に学び中国人民解放軍国防科学技術大学政治委員。海軍中将。

## 来歴
- 1947年 陝西省生まれ
- 1963年 海軍工学院
- 1999年7月 海軍少将
- 2005年12月 中国人民解放軍国防科学技術大学政治委員
- 2006年7月 海軍中将